# Nova Prata do Iguaçu
Nova Prata do Iguaçu là một đô thị thuộc bang Paraná, Brasil. Đô thị này có diện tích 352,565 km², dân số năm 2007 là 10791 người, mật độ 26,9 người/km².